# Азизов, Тургун Турсунович
Тургун Турсунович Азизов (узб. Turgʻun Tursunovich Azizov; 30 ноября 1934, Ташкент — 22 января 2024, Ташкент) —  советский и узбекский актёр, режиссёр, театральный педагог. Народный артист Узбекской ССР (1974).

## Биография
Тургун Азизов родился в Ташкенте в 1934 году. Окончив школу в 1953 году, начал обучаться в Ташкентском государственном театрально-художественном институте имени А. Н. Островского на факультете драмы и кино. Ещё в студенческие годы Тургун Азизов сыграл роль Фердинанда в пьесе Шиллера «Коварство и любовь», а позже был приглашён своим наставником Тошходжа Ходжаевым на работу в Узбекский национальный академический драматический театр имени Хамзы, более 50 лет был одним из ведущих актеров театра.
Начиная с 1980 года, без отрыва от основной деятельности, Тургун Азизов преподавал в Государственном институте искусств Узбекистана.

## Семья
Жена — Роза Азизова

## Творчество
Актёр стремится к своим вершинам. Моими вершинами были Абрар Хидоятов и Шукур Бурханов — Тургун Азизов

На декаде дней культуры Узбекистана в Москве в 60-е годы, куда я выезжал с театром, как-то, в свободный день я зашёл в магазин. Вижу, очередь, спрашиваю, кто последний. Оборачивается мужчина, что-то отвечает мне и вдруг удивлённо восклицает: "А вы ведь артист! Я вас видел в фильме «Очарован тобой». Ну а в Ташкенте, конечно, люди смотрели спектакли с моим участием, видели фильмы. Почему-то запомнился многим образ Отелло, которого я сыграл в спектакле. До сих пор на улице узнают…— Тургун Азизов ответил на вопрос «А когда вы поняли, что к вам пришла популярность?»

### Театральные работы

#### Актёр
- «Коварство и любовь» Ф. Шиллера — Фердинанд
- «Дядя Ваня» А. П. Чехова — Дядя Ваня
- «Бай и батрак» Хамзы — Гафур
- «Священная кровь» Айбека — Йульчи
- «Тополек мой в красной косынке» Ч. Айтматова — Ильяс
- «Честь» А. Ширванзаде — Сайрам
- «Неизвестный» И. Султана — Нияз
- «Монсерра» Э. Роблеса — Монсерра
- «Украденная жизнь» Моримото Каору — Эйдзи
- «Живой труп» Л. Толстого — Протасов
- «Король Лир» Шекспира — Эдмунд
- «Отелло» Шекспира — Отелло
- «Мирзо Улугбек» Шейхзаде — Мирзо Улугбек
- «Ревизор» Н. Гоголя — Городничий
- «Заря революции» К. Яшена — Эмир Алим-хан
- «Алишер Навои» И. Султана и Уйгуна — Хусейн Байкара

#### Режиссёр
- «Скорпион из алтаря» — Абдулла Кадыри
- «Чимилдик» — Эркин Хушвактов
- «Машраб» — Эркин Хушвактов
- «Семь криков в океане» — Алехандро Касона

### Фильмография

#### Актёр
- 1958 — По путёвке Ленина — Надырхан
- 1958 — Очарован тобой — Бакир Назаров
- 1968 — Парень и девушка — брат Зульфии
- 1973 — Одна среди людей — эмир Насрулло
- 1975 — Восход над Гангом — эмир
- 1976 — Далёкие близкие годы — Атамаскулов
- 1977 — Это было в Коканде — Далабай
- 1982 — Огненные дороги. Фильм 3. «Певец революции» (1982 г.) — Саттар
- 1983 — Непобедимый — Якуб-хан

## Последователи
Под руководством Тургуна Азизова получили образование такие представители современного узбекского театра, как
- Мирзабек Холмедов — узбекский эстрадный комический актёр, юморист, поэт, певец, заслуженный артист Узбекистана.
- Мадина Мухтарова — узбекская актриса, заслуженная артистка Узбекистана.
- Абдураим Абдувахобов — узбекский актёр театра и кино, заслуженный артист Узбекистана.
- Бекзод Мухаммадкаримов — узбекский актёр.
- Равшан Джураев

## Награды
- Заслуженный артист Узбекской ССР (10.11.1967)[3]
- Народный артист Узбекской ССР (1974)
- Орден «Мехнат шухрати» (2001)[4]
- Орден «Фидокорона хизматлари учун» (2023)[5]